# Evi Kurz

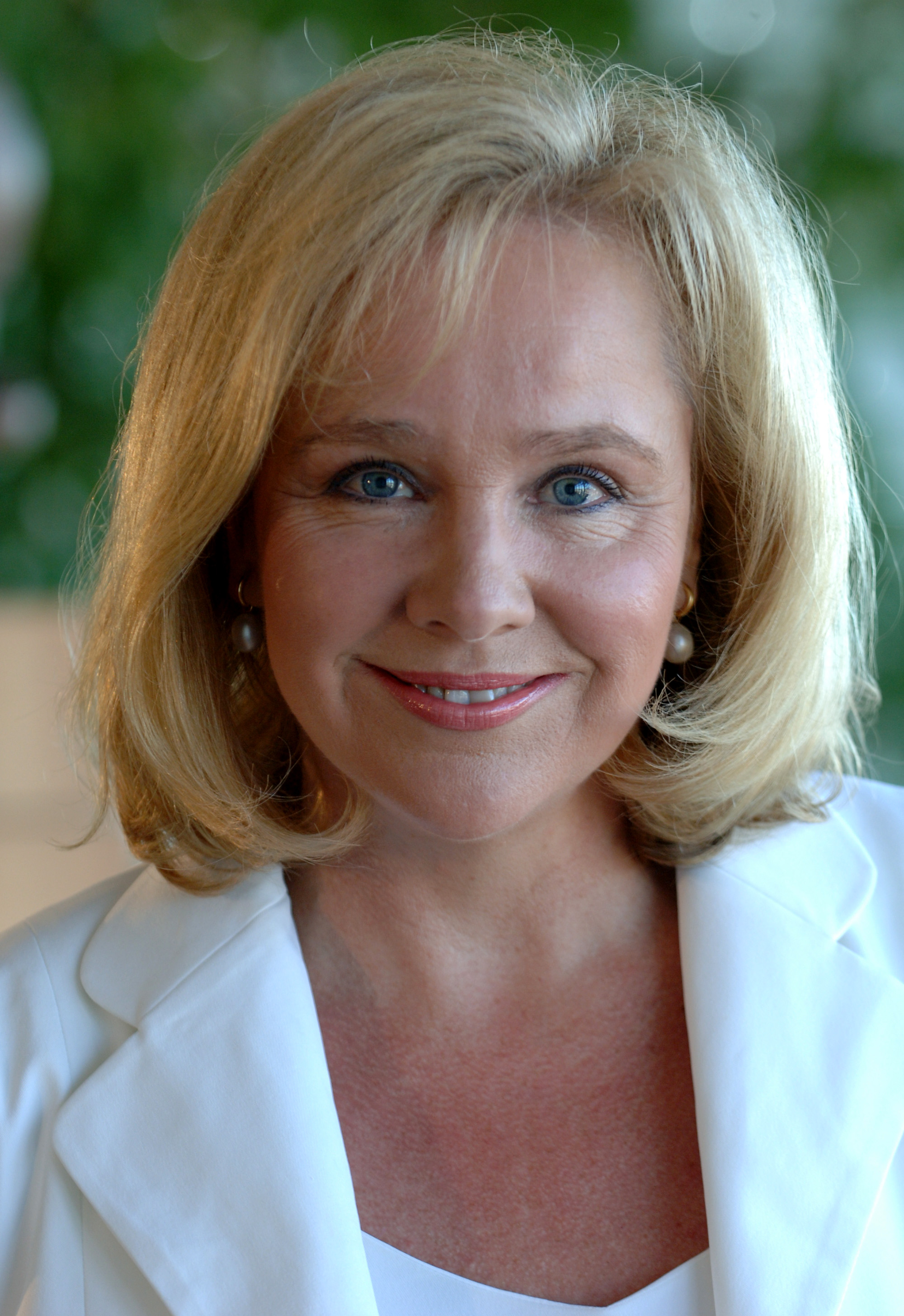
Evi Kurz im Jahr 2010, PR-Foto ihrer Firma TLF-TimeLineFilm

Evi Kurz (* 4. November 1955 in Fürth) ist eine deutsche Fernsehjournalistin, Moderatorin und Filmproduzentin.

## Leben
Nach dem Abitur studierte Kurz Erziehungswissenschaften an der Friedrich-Alexander-Universität Erlangen-Nürnberg und machte beide Staatsexamen für das Lehramt an Grund- und Hauptschulen. Parallel zu ihrer Tätigkeit als Lehramtsanwärterin an Hauptschulen begann sie im Januar 1979 ihre Arbeit als Fernsehjournalistin und Moderatorin beim Bayerischen Fernsehen.
Zunächst arbeitete sie im Studio Franken für die neue Sendung „Frankenschau“. Ab Mitte 1979 moderierte sie auch „Abendschau“, „Jetzt red i“ und ab Oktober 1979 auch die neue Nachrichtensendung des BR, die „Rundschau“. Evi Kurz wurde ausgewählt, die Premierensendung der Rundschau am 1. Oktober 1979 zu präsentieren. Bei vielen „Rundschau“-Sendungen war Günther Jauch als Nachrichtensprecher an ihrer Seite.
Für den Erlanger Medien- und Medizinverlag perimed moderierte Evi Kurz zwischen 1983 und 1993 das monatliche TV-Ärztemagazin „puls“, das auch offizielles Fortbildungsorgan des Bundes Deutscher Internisten war. 2003 gründete Kurz ihre eigene Film- und Fernsehproduktionsfirma TLF-TimeLineFilm GmbH in Fürth. Die Firma produziert zeitgeschichtliche TV-Dokumentationen für den nationalen und internationalen Fernsehmarkt. Für den Film und das 2007 erschienene Buch „Die Kissinger-Saga. Walter und Henry Kissinger – Zwei Brüder aus Fürth“ vertrauten ihr Henry Kissinger und sein Bruder Walter Kissinger ihre Lebens- und Familiengeschichte an. 2009 verlegte Lord George Weidenfeld für den englischsprachigen Markt das Buch von Evi Kurz unter dem Titel: „The Kissinger saga. Walter and Henry Kissinger – Two Brothers from Fuerth/Germany“ bei Weidenfeld & Nicolson in London.
Zum 20. Jahrestag der Wiedervereinigung produzierte Kurz zur Ausstrahlung im Herbst 2010 in der ARD den Film „Die Brückenbauer Henry Kissinger, Fritz Stern und Lord George Weidenfeld - Jüdische Emigranten und die Wiedervereinigung“. Im Jahr 2012 erschien ihre Filmbiografie über den in Argentinien lebenden deutsch-jüdischen Schriftsteller Roberto Schopflocher: „Robert Schopflocher - Ein Leben zwischen drei Welten“.
Evi Kurz ist Initiatorin und Juryvorsitzende des 2012 erstmals verliehenen Louis-Kissinger-Preises. Mit diesem Preis, der an den ehemaligen Fürther Lehrer Louis Kissinger erinnert, wird jährlich in Fürth eine besondere Lehrerpersönlichkeit ausgezeichnet.
Evi Kurz ist Vorsitzende des Ludwig-Erhard-Initiativkreis Fürth e.V. und gehört der Ludwig Erhard Stiftung e.V. Bonn an. Zudem ist sie Vorsitzende des Vorstands der 2013 gegründeten Stiftung Ludwig-Erhard-Haus. Sowohl der Initiativkreis wie auch die Stiftung haben es sich zur Aufgabe gemacht, das Andenken an das Leben und Wirken von Ludwig Erhard zu würdigen und zu fördern. Dabei stehen seine Beiträge zur theoretischen Konzeption der Sozialen Marktwirtschaft und seine Verdienste bei der praktischen Umsetzung im Vordergrund. Das Hauptprojekt ist derzeit das Ludwig-Erhard-Zentrum, das am 20. Juni 2018 eröffnet wurde.
Evi Kurz lebt in Fürth, ist verheiratet und hat zwei erwachsene Töchter.

## Ehrungen
- 2010: Goldene Bürgermedaille der Stadt Fürth[8]
- 2016: Finanzmedaille des Bayerischen Staatsministeriums der Finanzen[9]
- 2019: Bayerischer Verdienstorden[10]
- 2023: Ehrenbürgerwürde der Friedrich-Alexander-Universität (FAU)[11]
- 2024: Frankenwürfel[12]

## Veröffentlichungen

### Filme
- Die Kissinger-Saga. Walter und Henry Kissinger – Zwei Brüder aus Fürth, Deutschland und USA 2006. 45 Minuten, Erstausstrahlung: ARD und BR
- Die Kissinger-Saga. Walter und Henry Kissinger – Zwei Brüder aus Fürth, Deutschland und USA 2007. 90 Minuten, Erstausstrahlung: BR
- 1000 Jahre Fürth – Ein Stadtportrait. Deutschland 2007. 45 Minuten, BR/ARD
- Erhards Welt – Ein Portrait zu Ludwig Erhards 110. Geburtstag, 2007
- The Kissinger saga. Walter and Henry Kissinger-Two Brothers from Fuerth/Germany, 56 Minuten, USA 2008
- Die Brückenbauer Henry Kissinger, Fritz Stern und Lord George Weidenfeld – Jüdische Emigranten und die Wiedervereinigung. Deutschland, USA, England, Israel, Österreich, Schweiz, 2010. 45 Minuten. Erstausstrahlung: ARD: 29. September 2010.
- Karl Diehl – Eine deutsche Unternehmerlegende, Deutschland 2011, BR
- Robert Schopflocher – Ein Leben zwischen drei Welten, 30 Minuten, Deutschland 2012.
- Ludwig Erhard – Vision und Vermächtnis, Deutschland 2012

### Bücher
- Die Kissinger-Saga. Walter und Henry Kissinger – Zwei Brüder aus Fürth. Edition TLF-Timelinefilm, Fürth 2007, ISBN 978-3-940405-70-8.
- The Kissinger saga. Walter and Henry Kissinger, two brothers from Fürth. Weidenfeld & Nicolson, London 2009, ISBN 978-0-297-85675-7. (Google Books, englisch)

### Beiträge
- Ein Amerikaner aus Franken. Wie Henry Kissinger zur Feier seines 100. Geburtstags noch einmal seine Heimatstadt Fürth besuchte. In: Die Zeit, Jg. 2023, Nr. 52 vom 7. Dezember 2023, S. 10. (Online auf zeit.de, 6. Dezember 2023, abgerufen am 10. Dezember 2023)